# Марафонцы бегут круг почёта
«Марафонцы бегут круг почёта» (серб. Маратонци трче почасни круг, сербохорв. Maratonci trče počasni krug) — фильм режиссёра Слободана Шияна, драма, кинокомедия с элементами чёрного юмора. Снят в СФРЮ в 1982 году.

## Сюжет
1934 год. Фильм начинается хроникальными кадрами убийства и похорон короля Александра I. Дальнейшие события разворачиваются через полгода в одном из неназванных городов Сербии. В похоронном бюро, открытом более века назад, работают сразу несколько поколений одной семьи. Умирает основатель бизнеса — Пантелия Топалович. Его сын, тоже глубокий старик в инвалидной коляске, не в состоянии вести дела. Всем управляет «среднее» поколение: Аксентий, его сын Милутин и его внук Лаки. Наконец, сын Лаки — двадцатипятилетний Мирко, практически в одиночку выполняет всю работу, но отлучён от принятия решений и каких-либо денежных средств. Кроме того, ему постоянно достаются оскорбления и издевательства от старших. Забитый и тихий Мирко, вдохновлённый успехами его друга, кинопрокатчика Дженки, мечтает покинуть похоронное дело. Кроме того, он хочет жениться на молодой женщине Кристине, дочери местного бандита Били Питона. И то, и другое может осуществиться только после получения наследства. Мирко ждёт оглашения завещания Пантелии.
Дела внешне благополучной конторы в действительности идут плохо. Двадцать последних лет она не выпускает ритуальные товары, а лишь обновляет и перепродаёт гробы, которые выкапывает по ночам на кладбище Били Питон со своими сыновьями-головорезами. Но и ему Топаловичи задолжали значительную сумму. Главная надежда семьи — пуск только что построенного ими электрического крематория, новинки погребального дела. После похорон Пантелии оглашается завещание, по которому неожиданно лишаются наследства абсолютно все его потомки.
Дальнейшие события разворачиваются в течение одного-двух часов. Мирко, потерявший надежду получить деньги прадеда законно, сбегает из дома, прихватив из конторского сейфа все наличные средства. Он мчится к Кристине, но застаёт её в момент интимной близости с кинопрокатчиком Дженкой. Тот скрывается в сумерках. Обезумевший Мирко душит женщину и привозит труп в дом её отца Питона. В это время в дом Топаловичей является Били с сыновьями и требует немедленного погашения долга. Милутин готов рассчитаться, но обнаруживает, что сейф пуст. Били даёт семье гробовщиков время до рассвета и уезжает. Дома он обнаруживает труп дочери и, вооружившись до зубов, возвращается к похоронному бюро. Незадолго до этого Мирко является домой и, возбуждённый недавним убийством, объявляет себя старшим в семье. Никто ему не перечит. Он раздаёт отцу и дедам оружие. Мужчины из двух семей едут навстречу друг другу с неутолимой жаждой мести. В схватке гибнут все Питоны. Автомобиль с озверевшими Топаловичами мчится в ночь, давя и расстреливая полицейские кордоны.

## В ролях
- Мича Томич — Максимилиян Топалович, сын Пантелии;
- Мия Алексич — Аксентий Топалович, сын Максимилияна;
- Павле Вуисич — Милутин Топалович, сын Аксентия;
- Данило Стойкович — Лаки Топалович, сын Милутина,
- Богдан Диклич — Мирко Топалович, сын Лаки
- Зоран Радмилович — Били Питон
- Елизавета Саблич — Кристина, дочь Питона
- Бора Тодорович — Дженка, кинопрокатчик
- Мелита Бихали — Оля, служанка

## Награды
- 1982 год — Монреальский международный кинофестиваль, специальный приз жюри[2].
- 1982 год — Национальный конкурс югославского кино в Пуле, Елизавета Саблич — приз за лучшую женскую роль.

## Критика
По мнению обозревателя Los Angeles Times, контраст пятиминутного хроникального пролога о пышных похоронах короля и последующий саркастический рассказ о человеческой мелочности, жадности и глупости символизирует у авторов фильма смену эпох, предвещающую надвигающийся ужас Мировой войны. Однако, при всём трагизме сюжета, Слободан Шиян и Душан Ковачевич по прежнему наделены даром находить смешное в нелепости зла.

## Дополнительные факты
- Сценарий фильма создан по пьесе Душана Ковачевича, которая была написана им в качестве дипломной работы в начале 1970-х. Она неоднократно и с успехом была поставлена в различных театрах Сербии, инсценирована в виде оперы и мюзикла. В 2013 году состоялась премьера ещё одной версии: все мужские персонажи были заменены на женские[4].
- У автора указан точный возраст персонажей: Пантелия — 150 лет, Максимилиан — 126, Аксентий — 102, Милутин — 79, Лаки — 44, Мирко — 24.
- В фильм не вошёл ряд сцен, где единственная в доме женщина — служанка Оля, по установленному графику вступает в интимную связь с каждым из мужчин семьи Топаловичей[5].